# Bruce McLaren
Bruce Leslie McLaren (30. srpna 1937, Auckland – 2. června 1970, Goodwood) byl závodní jezdec, konstruktér a zakladatel stáje McLaren, která závodí ve Formuli 1.

## Život
Narodil se 30. srpna 1937 v Aucklandu. Jeho rodiče vlastnili čerpací stanici a autoservis. Jeho otec Les McLaren aktivně závodil v motocyklových závodech a později vlivem zranění ramene v automobilových závodech.
Bruce McLaren začal jezdit v polovině 50. let ve své vlasti a již roku 1958 se dostal do Formule 2. První start ve voze Formule 1 si připsal za tým Cooper v roce 1959 a hned v posledním závodě této sezóny, Grand Prix USA na okruhu v Sebringu zvítězil. Ve 22 letech se tak stal druhým nejmladším vítězem Velké ceny.
Roku 1960 dělal v týmu Cooper dvojku Brabhamovi, za kterým skončil celkově druhý v hodnocení Mistrovství Světa. Tým Cooper získal první místo v Poháru konstruktéru. Po odchodu Brabhama se pro další rok stal jedničkou stáje. V roce 1962 zvítězil na Velké ceně Monaka a celkově v sezóně obsadil třetí pozici. V následujícím roce 1963 založil společnost Bruce McLaren Motor Racing Ltd., která vyráběla své vlastní vozy. V závodech pokračoval jako jezdec stáje Cooper až do sezóny 1966, kdy svůj tým nasadil do závodů Formule 1. Tým Mclaren je součástí závodů Formule 1 dodnes.
V roce 1965 startoval ve voze Ford GT40 v závodě Le Mans se spolujezdcem Kenem Milesem. Ze závodu je vyřadila porucha převodovky. V následujícím roce 1966 se se spolujezdcem Chrisem Amonem stal vítězem Le Mans po kontroverzním závěru závodu ovlivněném nařízením týmu, aby všechny tři vedoucí vozy Ford GT40 z marketingových důvodů projeli cílem společně. Cílovou čáru proťaly vozy Milese/Hulmeho a McLarena/Amona společně, nicméně jury nakonec rozhodla, že vítězem závodu je právě Bruce McLaren a Chris Amon, protože vzhledem k jejich horší startovní pozici ujelo jejich vozidlo delší vzdálenost.
Průlom stáje McLaren přišel v sezóně Formule 1 1968. Týmu se podařilo angažovat úřádujícího šampiona z předchozího ročníku Formule 1, kterým byl Novozélanďan Denny Hulme. V sezóně pak nejdřív získal první vítězství pro tým ve velké ceně sám Bruce McLaren, a to na okruhu v Spa-Francorchamps a poté zvítězil Denny Hulme v dalších dvou velkých cenách v Itálii a Kanadě. Deny Hulme tak obsadil celkově třetí místo v pořadí jezdců. Bruce McLaren obsadil ve svém vlastním monopostu celkově páté místo a jeho tým skončil na překvapivém druhém místě Poháru konstruktérů.
V sezóně Formule 1 1969 obsadil celkově třetí místo v pořadí jezdců a jeho tým skončil na čtvrtém místě Poháru konstruktérů.
Bruce McLaren zahynul 2. června 1970 v Goodwoodu při testování automobilu vlastní stáje pro severoamerickou sérii CanAm sports cars.

## Stáj
Po smrti Bruce McLarena jeho stáj pokračuje v závodění. V sezoně 1974 získala první vítězství v Poháru konstruktérů, přičemž v jejím monopostu získal titul Mistra světa Emerson Fittipaldi. Stáj se úspěšně etablovala ve světě Formule 1 a stala se jednou z nejúspěšnějších v její historii. Získala 9 Pohárů konstruktérů (poslední v roce 2024). V monopostu McLaren získal titul mistra světa jezdec celkem 12krát (naposledy v roce 2008 Lewis Hamilton).